# Reakcja sprzęgania
Reakcja sprzęgania – w chemii organicznej zwyczajowe określenie niektórych reakcji kondensacji prowadzących do wytworzenia wiązania węgiel-węgiel lub węgiel-heteroatom. 

## Sprzęganie soli diazoniowych
Sole diazoniowe ulegają reakcji sprzęgania ze związkami aromatycznymi zawierającymi podstawniki aktywujące pierścień (np. z aminami aromatycznymi i fenolami):
ArN+2  +  Ar'H   →   ArN=NAr'  +  H+
W powyższej reakcji sól diazoniowa jest elektrofilem, aktywowany aren – nukleofilem, a produktem sprzęgania są azozwiązki. Sprzęganie soli diazoniowych jest reakcją typu elektrofilowej substytucji aromatycznej i przebiega według następującego mechanizmu:
Powstające azozwiązki zazwyczaj absorbują promieniowanie elektromagnetyczne z zakresu światła widzialnego (z powodu sprzężenia wiązania N=N z dwoma układami aromatycznymi) i w efekcie wykazują intensywne zabarwienie, a jednocześnie są odporne chemicznie. Z tej przyczyny sprzęganie soli diazoniowych wykorzystywane jest do produkcji barwników azowych, np. czerwieni metylowej.

## Reakcje sprzęgania w chemii metaloorganicznej
W chemii metaloorganicznej reakcje sprzęgania katalizowane są zazwyczaj metalami przejściowymi i ich związkami. Do najczęściej stosowanych należą pallad, nikiel i miedź (dwa ostatnie stosowane bywają w procesach przemysłowych jako tańsze, choć mniej wydajne, zamienniki palladu).
Rozróżnia się tu dwa typy sprzęgania, sprzęganie krzyżowe, w którym łączą się dwie różne cząsteczki, i homosprzęganie, w którym następuje dimeryzacja dwóch identycznych cząsteczek, często jako efekt utleniania (sprzęganie oksydatywne) lub redukcji (sprzęganie reduktywne).
Substratami sprzęgania krzyżowego są często halogenki lub pseudohalogenki arylowe, alkenylowe lub alkilowe. Zróżnicowanie drugiego komponentu reakcji jest znacznie większe, np. alkeny, alkiny, związki Grignarda, związki boro-, cynko-, cyno-, lub miedzioorganiczne. Typowym katalizatorem sprzęgania w chemii metaloorganicznej jest pallad, często skompleksowany w formie tetrakis(trifenylofosfina)palladu(0) (Pd[(PPh3)4]). 
| reakcja | rok opublikowania | reagent A*    | reagent A*   | reagent B* | reagent B* | homo/krzyżowa | katalizator | uwagi          |
| reakcja Wurtza | 1855              |               |              | R−X        | sp³        | homo          | Na          |                |
| sprzęganie Glasera | 1869              |               |              | R−X        | sp         | homo          | Cu          |                |
| reakcja Pschorra | 1896              | aryl          |              |            |            | homo          | Cu          |                |
| reakcja Ullmanna | 1901              |               |              | R−X        | sp²        | homo          | Cu          |                |
| reakcja Gomberga-Bachmanna                                                                                              | 1924              |               |              | R−N2X      | sp²        | homo          |             | wymaga zasady  |
| sprzęganie Cadiota-Chodkiewicza                                                                                         | 1957              | alkin         | sp           | R−X        | sp         | krzyżowa      | Cu          | wymaga zasady  |
| sprzęganie Castro-Stephensa                                                                                             | 1963              | R−Cu          | sp           | R−X        | sp²        | krzyżowa      |             |                |
| sprzęganie Kumady | 1972              | R−MgBr        | sp², sp³     | R−X        | sp²        | krzyżowa      | Pd lub Ni   |                |
| reakcja Hecka** | 1972              | alken         | sp²          | R−X        | sp²        | krzyżowa      | Pd          | wymaga zasady  |
| sprzęganie Sonogashiry                                                                                                  | 1975              | alkin         | sp           | R−X        | sp³ sp²    | krzyżowa      | Pd i Cu     | wymaga zasady  |
| sprzęganie Negishiego**                                                                                                 | 1977              | R−Zn−X        | sp³, sp², sp | R−X        | sp³ sp²    | krzyżowa      | Pd lub Ni   |                |
| reakcja Stille’a | 1978              | R−SnR3        | sp³, sp², sp | R−X        | sp³ sp²    | krzyżowa      | Pd          |                |
| reakcja Suzukiego** | 1979              | R−B(OR)2      | sp²          | R−X        | sp³ sp²    | krzyżowa      | Pd          | wymaga zasady  |
| sprzęganie Hiyamy | 1988              | R−SiR3        | sp²          | R−X        | sp³ sp²    | krzyżowa      | Pd          | wymaga zasady  |
| reakcja Buchwalda-Hartwiga                                                                                              | 1994              | R2NH R3Sn-NR2 | sp           | R−X        | sp²        | krzyżowa      | Pd          | sprzęganie N-C |
| sprzęganie Fukuyamy | 1998              | RCO(SEt)      | sp²          | R−Zn−I     | sp³        | krzyżowa      | Pd          |                |
| *W kolumnie drugiej podano hybrydyzację atomu ulegającego sprzęganiu. ** Nagroda Nobla w dziedzinie chemii za rok 2010. |                   |               |              |            |            |               |             |                |